# Tony Brise
 Tony Brise  va ser un pilot de curses automobilístiques britànic que va arribar a disputar curses de Fórmula 1.
Va néixer el 28 de març del 1952 a Erith, Londres i va morir en un accident aeri prop de Arkley, Londres, Anglaterra.

## A la F1
Tony Brise va debutar a la quarta cursa de la temporada 1975 (la 26a temporada de la història) del campionat del món de la Fórmula 1, disputant el 27 d'abril del 1975 el GP d'Espanya al circuit de Montjuïc.
Va participar en un total de deu curses puntuables pel campionat de la F1, disputades totes a la temporada 1975, aconseguint una sisena posició com a millor classificació en una cursa i assolí un punt pel campionat del món de pilots.

## Resultats a la Fórmula 1
| Any  | Equip                      | Xassís   | Motor    | 1   | 2   | 3   | 4     | 5   | 6       | 7     | 8     | 9     | 10     | 11      | 12     | 13      | 14      | Posició | Punts |
| ---- | -------------------------- | -------- | -------- | --- | --- | --- | ----- | --- | ------- | ----- | ----- | ----- | ------ | ------- | ------ | ------- | ------- | ------- | ----- |
| 1975 | Frank Williams Racing Cars | Williams | Cosworth | ARG | BRA | SUD | ESP 7 | MON |         |       |       |       |        |         |        |         |         | 19è     | 1     |
| 1975 | Embassy Racing             | Hill     | Cosworth |     |     |     |       |     | BEL Ret | SUE 6 | HOL 7 | FRA 7 | GBR 15 | ALE Ret | AUT 15 | ITA Ret | USA Ret | 19è     | 1     |

### Resum
| Curses: | Victòries: | Pòdiums: | Poles: | Voltes ràpides: | Punts: |
| ------- | ---------- | -------- | ------ | --------------- | ------ |
| 10      | 0          | 0        | 0      | 0               | 1      |